# Tavares, Paraíba
Tavares este un oraș în Paraíba (PB), Brazilia.